# Fotbal Club Oțelul Galați 2013-2014
Questa voce raccoglie le informazioni riguardanti il Fotbal Club Oțelul Galați nelle competizioni ufficiali della stagione 2013-2014.

## Rosa
Fonte:
| N. |                                 | Ruolo | Calciatore            |
| -- | ------------------------------- | ----- | --------------------- |
|    | Romania (bandiera)              | P     | Gabriel Abraham       |
|    | Uruguay (bandiera)              | P     | Mauro Goicoechea      |
|    | Lituania (bandiera)             | P     | Tadas Simaitis        |
|    | Romania (bandiera)              | D     | Sergiu Costin         |
|    | Brasile (bandiera)              | D     | João Felipe           |
|    | Romania (bandiera)              | D     | Andrei Măruș          |
|    | Romania (bandiera)              | D     | Constantin Mișelăricu |
|    | Romania (bandiera)              | D     | Robert Moglan         |
|    | Romania (bandiera)              | D     | Daniel Popescu        |
|    | Italia (bandiera)               | D     | Giuseppe Prestia      |
|    | Bosnia ed Erzegovina (bandiera) | D     | Enes Sipović          |
|    | Romania (bandiera)              | D     | Cristian Sîrghi       |
|    | Francia (bandiera)              | D     | Stéphane Tritz        |
|    | Romania (bandiera)              | C     | Mihai Adăscăliței     |
|    | Romania (bandiera)              | C     | Alexandru Avram       |
|    | Romania (bandiera)              | C     | Liviu Băjenaru        |

| N. |                       | Ruolo | Calciatore         |
| -- | --------------------- | ----- | ------------------ |
|    | Panama (bandiera)     | C     | Armando Cooper     |
|    | Romania (bandiera)    | C     | Ioan Filip         |
|    | Romania (bandiera)    | C     | Bogdan Gavrilă     |
|    | Romania (bandiera)    | C     | Gabriel Giurgiu    |
|    | Romania (bandiera)    | C     | Silviu Ilie        |
|    | Romania (bandiera)    | C     | Florin Lovin       |
|    | Brasile (bandiera)    | C     | Marquinhos Carioca |
|    | Romania (bandiera)    | C     | Ciprian Milea      |
|    | Romania (bandiera)    | C     | George Punga       |
|    | Romania (bandiera)    | C     | Alexandru Zaharia  |
|    | Romania (bandiera)    | A     | Victoraș Astafei   |
|    | Portogallo (bandiera) | A     | Bocar Djumo        |
|    | Brasile (bandiera)    | A     | Didi               |
|    | Brasile (bandiera)    | A     | Henrique           |
|    | Argentina (bandiera)  | A     | Diego Sevillano    |
|    | Romania (bandiera)    | A     | Alexandru Tudorie  |